# Sewell’s Point-i ütközet
A Sewell's Point-i csata az amerikai polgárháború keleti frontjának egyik csatája volt. 1861. május 18. és május 19. között zajlott le Norfolk megyében (Virginiában), a Chesapeake-öböl blokádjának részeként. Résztvevői az Amerikai Egyesült Államok és az Amerikai Konföderációs Államok voltak. A csatát egyik félnek sem sikerült megnyernie.

## A csata lefolyása
Két uniós ágyúnaszád, köztük a USS Monticello, rátámadt az egyik déli ütegre Sewell Point-nál. Ennek célja Hampton Roads blokádjának végrehajtása volt. Az összecsapás mindkét oldalon minimális veszteségeket eredményezett. Egyik fél sem tudott győzelmet elérni.